# إلين (مسلسل)
إلين (بالإنجليزية: Ellen)‏ هو مسلسل تلفزيوني أمريكي عُرِض على شبكة أيه بي سي في الفترة من 29 مارس 1994 إلى 22 يوليو 1998، ويتألف من 109 حلقات. كانت شخصية إيلين مورغان في دور البطولة صاحبة مكتبة عصابية في الثلاثينيات من عمرها وأدتها فنانة ستاند أب كوميدي إلين دي جينيريس. كان عنوان المسلسل في الموسم الأول هو «أصدقائي هؤلاء» (بالإنجليزية: The Friends of Mine)‏ ولكن تم تغييره لاحقًا لتجنب الالتباس مع مسلسل فريندز على قناة إن بي سي، والتي عُرِضت لأول مرة في سبتمبر 1994.
ركز المسلسل الذي تدور أحداثه في لوس أنجلوس على تعامل إيلين مع أصدقائها الغريبين وعائلتها ومشاكل الحياة اليومية. يتميز المسلسل بكونه واحدًا من أوائل المسلسلات في الولايات المتحدة يحتوي على شخصية رئيسية تخرج علنا عن كونها امرأة مثلية الجنس، وهو ما فعلته شخصية دي جينيريس في حلقة في «حلقة الجرو» في عام 1997، والتي عُرِضت بعد وقت قصير من خروج دي جينيريس علنًا أنها امرأة مثلية الجنس في الحياة الحقيقية. تلقى هذا الحدث قدرًا كبيرًا من الاهتمام الإعلامي وأثار الجدل، ودفع قناة أي بي سي إلى وضع نصيحة الوالدين في بداية كل حلقة.
كانت شارة بداية المسلسل (المستخدمة في الموسم الثالث فصاعدًا) هي نسخة من أغنية «الصديق المزعوم» (بالإنجليزية: So Called Friend)‏ للفرقة الاسكتلندية تكساس مع كلمات متغيرة. كانت هناك ميزة جارية خلال الموسمين الثالث والرابع هي أن كل حلقة لها تسلسل مميز/مختلف للأغنيات شارة بداية المسلسل (غالبًا مع الغناء والرقص) نتيجة بحث إيلين المستمر عن الاعتمادات الافتتاحية المثالية.